# Buslijn G (Haaglanden)
Buslijn G van HTM was een buslijn in de regio Haaglanden, in de Nederlandse provincie Zuid-Holland.

## Geschiedenis
De allereerste buslijn G was een particuliere "wilde" buslijn. Het was een ringlijn Den Haag-Wateringen-Kwintsheul. In 1927 werden alle particuliere lijnen verboden.

### 1946-1955
- 6 mei 1946: De eerste instelling van HTM-buslijn G vond plaats op het traject Spui - Eiberplein, ter vervanging van tramlijn 2, die in de tweede wereldoorlog op Duits bevel moest verdwijnen voor de aanleg van de Atlantikwall.[2]
- 19 februari 1951: Het eindpunt Eiberplein werd verlegd naar de Tortellaan.[3]
- 15 september 1952: Het eindpunt Tortellaan werd verlegd naar de Dotterbloemlaan.[2]
- 14 februari 1955: Het traject werd gewijzigd in Turfmarkt - Balsemienlaan. Een andere bron meld 7 oktober 1954.[1]
- 31 oktober 1955: Lijn G werd opgeheven in het kader van de wijziging van alle Haagse buslijnnummers van letters in cijfers. Het traject werd overgenomen door lijn 21.[4]